# Ponte Governador José Sarney
A Ponte Governador José Sarney, popularmente conhecida como Ponte do São Francisco, localizada na cidade de São Luís, no Maranhão.
Inaugurada em 14 de fevereiro de 1970, fica sobre o rio Anil, com extensão de 820 metros.
Possui 3 pistas, com sentidos alterados de acordo com o tráfego e serve de ligação entre Centro Histórico e os bairros São Francisco e Renascença.
A partir de sua inauguração, a expansão urbana pôde avançar para o norte da ilha, ocupando a orla da capital, com a construção de bairros de alta e média renda, visto que antes o transporte entre o bairro do São Francisco e o Centro era realizado por canoas.